# 長野恭紘
長野 恭紘（ながの やすひろ、1975年（昭和50年）4月16日 - ）は、日本の政治家。大分県別府市長（3期）。龍馬プロジェクト首長会会長。

## 経歴
大分県別府市出身。大分県立別府羽室台高等学校、日本文理大学商経学部卒業。小学校から大学まで野球を続けた。
大学生の時に下宿先のそばに衆議院議員衛藤征士郎の事務所があったことが契機となり、政治家を志すようになったという。
衛藤の秘書を務めていた2002年4月、東京での勤務となった2月以降は「代議士の代理として国防、国土交通、文部科学など自民党のいろいろな部会に顔を出す」とした上で、「そこで感じるのは政策が霞が関主導で立案されているということ」であり「政治主導の理想は道半ばという印象」を受けたと紙上において述べている。
2006年の別府市長選に立候補した際には、当時の市長浜田博が推進するイズミの誘致計画への反対を表明していた。
2015年の別府市長選では、次世代の党の推薦、公明党大分県本部の支持を受け40歳で初当選。最年少の別府市長となった。

### 年譜
- 1993年12月 - 日本文理大学商経学部経済学科の試験に合格[7]。
- 1998年3月 - 日本文理大学を卒業。2002年まで衛藤征士郎の秘書を務める。
- 2003年4月 - 別府市議会議員選て当選。
- 2006年5月 - 別府市長選に出馬するも落選。
- 2007年4月 - 再び別府市議会議員選挙で当選。
- 2011年4月 - 別府市長選に出馬するも落選。
- 2015年4月 - 別府市長選で当選。
- 2019年4月 - 別府市長選で無投票当選（2期目）[8]。
- 2023年4月 - 別府市長選で当選（3期目）[9]。

## 政策・主張
- 初登庁後の就任式で幹部職員約80人を前に、課題は山積しているとし、「出来ない理由を言うのではなく。別府が一丸となって前進していこう」と挨拶を行った[10]。

- 生活保護受給者の比率が3.3%と全国平均の2倍近くに上る別府市では、1990年以前から別府市内のパチンコ店や別府競輪場といった遊技場を訪れている受給者を調査。発見した受給者には文書で指導し、再び出入りした場合に保護費の支給を1-2ヶ月間停止してきた。長野もこの調査・支給停止を継続しており、2015年度には調査を2回に増やすとともに、2016年度には担当者を増員して調査をさらに強化する方針を示している[11][12]。
- 温泉の魅力を検証し、そして可能性を探るシンポジウム「別府ONSENアカデミア」で、「日本の温泉文化を世界に発信し、共通の課題を話し合って、温泉地の将来を考えたい」と挨拶を行った。同シンポジウムには駐日アイルランド大使、そして別府市と姉妹都市のニュージーランド・ロトルア市の市長も講演を行った[13]。
- ラグビーワールドカップ2019の出場するニュージーランド等のキャンプ地に選ばれたことについて「子ども達に特別な経験の機会を与えられることは、素晴らしい成果だ」と評価している。またラグビーワールドカップ2019を契機に増えることが見込まれる外国人観光客については、一過性にしないための課題としてキャッシュレス化を上げ、ストレスフリーな旅作りに取り組む意向を示した[14]。
- ITやAIの活用を全市的に推進する「BEPPU×デジタルファースト宣言」を発表し、全国のモデル都市を目指すことを明らかにした。定例会見では「最先端の技術を早く取り入れて既存のシステムと融合させることで、人口減や人手不足の問題を乗り越えたい」と語り、IT、AI技術に期待を寄せた[15]。
- 別府市独自の新型コロナウイルス緊急経済対策では、収入が減った人を500人規模で市が雇用することをはじめ、中小企業への賃料補助、子育て世帯への助成を発表した。この緊急経済対策の発表した臨時記者会見では「観光客の減少で別府は経験したことのない深刻な事態に直面している。事業を継続し、雇用を守り、生活を維持する為にスピード感を持って対応したい」と語った[16]。
- 新型コロナウイルスの感染拡大防止と事業者を支援する緊急対策を議会に提出した。その提出理由について市議会で「事業者の自主的な営業自粛という重い決断に、市としても感染拡大防止と経済活動の両立を最大限図ろうと講じた対策。感染拡大を徹底して抑え込むという強い決意で取り組む」と説明を行った[17]。
- 明治と包括連携協定を締結し、「温泉×ヨーグルト」による新たな健康習慣「別府 温泉腸活プロジェクト」を開始した。この包括連携協定について「別府温泉と明治ブルガリアヨーグルトの健康価値を検証するほか、腸の健康への関心・理解促進と健康課題・生活習慣の改善を目的としたプログラム開発に取り組む」と説明している[18]。
- 韓国の済州市との間で締結されていた国際交流都市協定を10年間延長した。コロナ禍で交流が途絶えていたことを踏まえ、「コロナ禍が落ち着けば別府市と済州市との観光客の往来が再び盛んになるはずだ。互いの発展のため次の10年も手をつないでいきたい」と済州市長や同市の幹部らへ呼びかけた[19]。
- 大谷翔平が全国の小学校に寄贈した大谷グローブに関して、2024年1月17日、自身のSNSで「キター!!」とグローブを持った自身の写真を投稿し、別府市役所にも届いたことを報告した[20]。また、「私が観るだけではもったいない!という事で、市役所正面入口に当面飾ります!」と投稿した[20]。その後、批判を受け、Facebookにて「私の言葉足らずでした」として、「今現在全く野球に触れていない子どもたちが、飾ってあるなら見に行こうと、親やじいじ、ばあば達と行ってくれたらなと想像しました」、「年始から暗い気持ちになっている、この時だからこそ、できる限り市民の皆さんにも見てもらい、少しの勇気や元気にしてもらいたい」などと投稿し、「付け加えると、これは学校を統括する教育委員会の意見でもあります。私が一方的に申し上げた訳ではなく、教育委員会の意見に賛同したいと思います。表現が悪く誤解させてしまい申し訳ありません」と釈明した[20]。また、展示期間を短縮することとなった[20]。市は校長会で各学校に説明を行った上で配布する予定だった為、市内の全ての小学校の許可を得た上、配布までの間に一部を市役所に展示したとしている[20]。

## 所属団体・関連団体
- 明治の日を作る首長会[21]